# Cabaceiras
Cabaceiras là một đô thị thuộc bang Paraíba, Brasil. Đô thị này có diện tích 400,222 km², dân số năm 2007 là 4253 người, mật độ 10,6 người/km².